# Julia Wachaczyk
Julia Wachaczyk (Bielefeld, 13 april 1994) is een tennisspeelster uit Duitsland. Wachaczyk begon met tennis toen zij vier jaar oud was. Haar favoriete ondergrond is hardcourt. Zij speelt linkshandig. Zij is actief in het proftennis sinds oktober 2009. Na haar huwelijk met bioloog Tim Lohoff heeft zij zich begin augustus 2021 bij de WTA laten registreren als Julia Lohoff.

## Loopbaan

### Enkelspel
Wachaczyk debuteerde in 2010 op het ITF-toernooi van Versmold (Duitsland). Zij stond in 2013 voor het eerst in een finale, op het ITF-toernooi van Ratingen (Duitsland) – hier veroverde zij haar eerste titel, door landgenote Tamara Korpatsch te verslaan. Tot op heden(november 2023) won zij negen ITF-titels, de meest recente in 2019 in Sharm-el-Sheikh (Egypte). Sinds 2021 neemt zij niet noemenswaard meer deel aan het enkelspel.

### Dubbelspel
Wachaczyk behaalde in het dubbelspel betere resultaten dan in het enkelspel. Zij debuteerde in 2009 op het ITF-toernooi van Antalya-Belek (Turkije), samen met de Oekraïense Sofiya Kovalets. Zij stond in 2010 voor het eerst in een finale, op het ITF-toernooi van Enschede (Nederland), samen met de Duitse Carolin Daniels – zij verloren van het Poolse duo Olga Brózda en Natalia Kołat. In 2011 veroverde Wachaczyk haar eerste titel, op het ITF-toernooi van Plovdiv (Bulgarije), samen met de Duitse Dinah Pfizenmaier, door het duo Clelia Melena en Stefania Rubini te verslaan. Tot op heden(november 2023) won zij 33 ITF-titels, de meest recente in 2023 in Grado (Italië).
In 2018 speelde Wachaczyk voor het eerst op een WTA-hoofdtoernooi, op het toernooi van Neurenberg, samen met de Zuid-Afrikaanse Chanel Simmonds. Zij stond in 2020 voor het eerst in een WTA-finale, op het toernooi van Lyon, samen met de Roemeense Laura-Ioana Paar – hier veroverde zij haar eerste titel, door het Nederlandse koppel Lesley Pattinama-Kerkhove en Bibiane Schoofs te verslaan.
In 2020 had Wachaczyk haar grandslamdebuut op Roland Garros – samen met de Roemeense Laura-Ioana Paar mocht zij op 't laatste moment als alternate deelnemen.
In mei 2021 kwam Wachaczyk binnen in de top 100 van de wereldranglijst. Aan de zijde van landgenote Mona Barthel wist zij op Wimbledon haar eerste grandslampartij te winnen.
In november 2023 won zij, inmiddels onder de naam Lohoff, haar tweede WTA-titel op het toernooi van Colina geflankeerd door de Zwitserse Conny Perrin.
Haar hoogste notering op de WTA-ranglijst is de 61e plaats, die zij bereikte in februari 2022.

## Posities op deWTA-ranglijst
Positie per einde seizoen:
| jaar | rang enkelspel | rang dubbelspel |
| ---- | -------------- | --------------- |
| 2010 | 959            | –               |
| 2011 | 910            | 1016            |
| 2012 | 962            | –               |
| 2013 | 725            | 736             |
| 2014 | 735            | 673             |
| 2015 | 563            | 396             |
| 2016 | 408            | 375             |
| 2017 | 392            | 216             |
| 2018 | 642            | 285             |
| 2019 | 830            | 238             |
| 2020 | 807            | 115             |
| 2021 | 941            | 72              |
| 2022 | –              | 144             |
| 2023 | –              | 142             |

## Palmares
| Legenda                 |
| ----------------------- |
| Grandslamtoernooi       |
| Olympische Spelen       |
| Year-End Championships  |
| Premier Mandatory       |
| Premier Five / WTA 1000 |
| Premier / WTA 500       |
| International / WTA 250 |
| Challenger / WTA 125    |

### WTA-finaleplaatsen enkelspel
geen

### WTA-finaleplaatsen vrouwendubbelspel
| nr.              | finale     | toernooi          | ondergrond    | partner          | tegenstandsters                           | score            |         |
| ---------------- | ---------- | ----------------- | ------------- | ---------------- | ----------------------------------------- | ---------------- | ------- |
| gewonnen finales |            |                   |               |                  |                                           |                  |         |
| 1.               | 2020-03-08 | WTA Lyon          | hardcourt (i) | Laura-Ioana Paar | Lesley Pattinama-Kerkhove Bibiane Schoofs | 7-5, 6-4         | details |
| 2.               | 2023-11-18 | WTA Colina        | gravel        | Conny Perrin     | Lucciana Pérez Alarcón Daniela Seguel     | 7-6, 6-2         | details |
| verloren finales |            |                   |               |                  |                                           |                  |         |
| 1.               | 2023-11-25 | WTA Florianópolis | gravel        | Conny Perrin     | Sara Errani Léolia Jeanjean               | 5-7, 6-3, [7-10] | details |

### Gewonnen ITF-toernooien enkelspel
| nr. | finale     | toernooi        | dotatie | ondergrond | tegenstandster in finale | score         |
| --- | ---------- | --------------- | ------- | ---------- | ------------------------ | ------------- |
| 1.  | 2013-08-18 | Ratingen        | $10.000 | gravel     | Tamara Korpatsch         | 6-3, 4-6, 6-4 |
| 2.  | 2015-07-05 | Amarante        | $10.000 | hardcourt  | Cristiana Ferrando       | 7-5, 6-4      |
| 3.  | 2015-08-09 | Bursa           | $10.000 | hardcourt  | Melis Sezer              | 6-4, 6-4      |
| 4.  | 2016-02-07 | Sharm-el-Sheikh | $10.000 | hardcourt  | Sofja Zjoek              | 4-6, 6-4, 6-3 |
| 5.  | 2016-05-01 | Sharm-el-Sheikh | $10.000 | hardcourt  | Samantha Murray          | 6-3, 6-4      |
| 6.  | 2016-07-31 | Savitaipale     | $10.000 | gravel     | Georgia Brescia          | 6-4, 6-1      |
| 7.  | 2016-11-13 | Sharm-el-Sheikh | $10.000 | hardcourt  | Angelina Shakhraychuk    | 7-5, 6-1      |
| 8.  | 2017-03-26 | Sharm-el-Sheikh | $15.000 | hardcourt  | Jodie Burrage            | 2-6, 6-3, 6-2 |
| 9.  | 2019-03-24 | Sharm-el-Sheikh | $15.000 | hardcourt  | Indy de Vroome           | 6-3, 6-2      |

## Resultaten grandslamtoernooien
| Legenda | Legenda                          |
| ------- | -------------------------------- |
| g.t.    | geen toernooi gehouden           |
| l.c.    | lagere categorie                 |
| –       | niet deelgenomen                 |
| G       | uitgeschakeld in de groepsfase   |
| 1R      | uitgeschakeld in de eerste ronde |
| 2R      | uitgeschakeld in de tweede ronde |
| 3R      | uitgeschakeld in de derde ronde  |
| 4R      | uitgeschakeld in de vierde ronde |
| KF      | uitgeschakeld in de kwartfinale  |
| HF      | uitgeschakeld in de halve finale |
| F       | de finale verloren               |
| W       | het toernooi gewonnen            |
| w-v     | winst/verlies-balans             |

### Enkelspel
geen deelname

### Vrouwendubbelspel
| toernooi        | 2020 | 2021 | 2022 |
| --------------- | ---- | ---- | ---- |
| Australian Open | –    | –    | 1R   |
| Roland Garros   | 1R   | 1R   | 1R   |
| Wimbledon       | g.t. | 2R   | 1R   |
| US Open         | –    | 1R   | –    |